# Caught in the Act (Styx)
Caught in the Act is het eerste livealbum van Styx uit Chicago. Het album werd uitgebracht in 1984. Het album bevatte één nieuw nummer; Music time, dat opgenomen werd in Oak Lawn. De hoogste notering was nummer 40 in de Billboard Album Top 200, in het Verenigd Koninkrijk de 44e plaats (in Nederland geen notering). Bij dit album hoort ook een dvd met video-opname en clips.

## Bandleden
- Dennis DeYoung - toetsinstrumenten, zang
- Chuck Panozzo - basgitaar, zang
- John Panozzo - slagwerk, percussie
- Tommy Shaw - gitaar, zang
- James Young - gitaar, zang

## Muziek
| Nr. | Titel                            | Duur |
| --- | -------------------------------- | ---- |
| 1.  | Music time (DeYoung)             | 4:07 |
| 2.  | Mr. Roboto (DeYoung)             | 4:59 |
| 3.  | Too much time on my hands (Shaw) | 5:01 |
| 4.  | Babe (DeYoung)                   | 4:52 |
| 5.  | Snowblind (Young, DeYoung)       | 6:00 |
| 6.  | The best of times (DeYoung)      | 6:30 |
| 7.  | Suite Madame Blue (DeYoung)      | 8:51 |

| Nr. | Titel                                         | Duur |
| --- | --------------------------------------------- | ---- |
| 1.  | Rockin' the Paradise (Deyoung,Young,Shaw)     | 4:40 |
| 2.  | Blue collar man (Shaw)                        | 4:47 |
| 3.  | Miss America (Young)                          | 6:15 |
| 4.  | Don't let it end (DeYoung)                    | 5:25 |
| 5.  | Fooling yourself (The angry young man) (Shaw) | 6:05 |
| 6.  | Crystal ball (Shaw)                           | 6;24 |
| 7.  | Come sail away (DeYoung)                      | 8:56 |

## Videolijst
| Nr. | Titel                                      | Duur |
| --- | ------------------------------------------ | ---- |
| 1.  | Kilroy was here                            |      |
| 2.  | Mr. Roboto                                 |      |
| 3.  | Rockin' the Paradise                       |      |
| 4.  | Blue collar man                            |      |
| 5.  | Snowblind                                  |      |
| 6.  | Too much time on my hands                  |      |
| 7.  | Don't let it end                           |      |
| 8.  | Heavy metal poisoning                      |      |
| 9.  | Cold war (met lange gitaarsolo Tommy Shaw) |      |
| 10. | State Street Sadie                         |      |
| 11. | Come sail away                             |      |
| 12. | Renegade                                   |      |
| 13. | Haven't we been here before                |      |
| 14. | Don't let it end                           |      |

| Nr. | Titel                          | Duur |
| --- | ------------------------------ | ---- |
| 1.  | Come sail away                 |      |
| 2.  | Borrowed Time                  |      |
| 3.  | Babe                           |      |
| 4.  | Boat on the River              |      |
| 5.  | A.D. 1928/Rockin' the Paradise |      |
| 6.  | The best of times              |      |
| 7.  | Too much time on my hands      |      |
| 8.  | Mr. Roboto                     |      |
| 9.  | Don't let it end               |      |
| 10. | Heavy metal poisoning          |      |
| 11. | Haven't we been here before    |      |
| 12. | Music time                     |      |

## Productie

### Album
- Producer: Styx
- geluidstechnici: Gary Loizzo, Will Rascati, Rob Kingsland, Biff Dawes, Jim Popko

### Video
- Concert producer: Jerry Kramer
- Kilroy Was Here mini-movie: Brian Gibson
- Cameraman: Wayne Isham